# Verbandsgemeinde Herrstein-Rhaunen
La comunità amministrativa Herrstein-Rhaunen (Verbandsgemeinde Herrstein-Rhaunen) si trova nel circondario di Birkenfeld nella Renania-Palatinato, in Germania.
La comunità amministrativa è stata costituita nel 2019 dalla fusione delle comunità amministrative di 
Altenkirchen (Westerwald) e Flammersfeld e comprende 50 comuni.

## Comuni
Fanno parte della comunità amministrativa i seguenti comuni:
| Comune, città                      | Sup. (km²) | Abitanti |
| ---------------------------------- | ---------- | -------- |
| Allenbach                          | 27,54      | 624      |
| Asbach                             | 3,47       | 153      |
| Bergen                             | 10,42      | 461      |
| Berschweiler bei Kirn              | 7,53       | 259      |
| Bollenbach                         | 3,77       | 133      |
| Breitenthal                        | 3,68       | 332      |
| Bruchweiler                        | 8,13       | 510      |
| Bundenbach                         | 7,70       | 841      |
| Dickesbach                         | 4,91       | 417      |
| Fischbach                          | 4,00       | 884      |
| Gerach                             | 2,29       | 230      |
| Gösenroth                          | 4,49       | 239      |
| Griebelschied                      | 4,19       | 181      |
| Hausen                             | 4,99       | 183      |
| Hellertshausen                     | 7,46       | 197      |
| Herborn                            | 2,46       | 501      |
| Herrstein                          | 4,79       | 799      |
| Hettenrodt                         | 5,32       | 633      |
| Hintertiefenbach                   | 4,68       | 325      |
| Horbruch                           | 5,18       | 340      |
| Hottenbach                         | 11,21      | 546      |
| Kempfeld                           | 9,66       | 774      |
| Kirschweiler                       | 4,89       | 1 031    |
| Krummenau                          | 4,32       | 158      |
| Langweiler                         | 5,20       | 243      |
| Mackenrodt                         | 4,90       | 366      |
| Mittelreidenbach                   | 5,07       | 747      |
| Mörschied                          | 10,70      | 746      |
| Niederhosenbach                    | 7,43       | 294      |
| Niederwörresbach                   | 9,35       | 835      |
| Oberhosenbach                      | 4,14       | 127      |
| Oberkirn                           | 5,45       | 316      |
| Oberreidenbach                     | 10,93      | 598      |
| Oberwörresbach                     | 1,40       | 106      |
| Rhaunen                            | 10,75      | 2 140    |
| Schauren                           | 7,12       | 484      |
| Schmidthachenbach                  | 10,05      | 380      |
| Schwerbach                         | 2,55       | 49       |
| Sensweiler                         | 8,43       | 425      |
| Sien                               | 8,47       | 513      |
| Sienhachenbach                     | 7,60       | 178      |
| Sonnschied                         | 3,85       | 96       |
| Stipshausen                        | 11,11      | 815      |
| Sulzbach                           | 6,68       | 276      |
| Veitsrodt                          | 7,94       | 708      |
| Vollmersbach                       | 2,44       | 461      |
| Weiden                             | 2,60       | 70       |
| Weitersbach                        | 7,75       | 90       |
| Wickenrodt                         | 5,27       | 166      |
| Wirschweiler                       | 10,26      | 281      |
| Verbandsgemeinde Herrstein-Rhaunen | 334,76     | 22 261   |

(Abitanti al 31 dicembre 2021)